# 南坑镇 (芦溪县)
南坑镇，是中华人民共和国江西省萍乡市芦溪县下辖的一个乡镇级行政单位。

## 行政区划
南坑镇下辖以下地区：
南坑街社区、大岭村、双凤村、石灰仑村、金钩湾村、新尤村、七保村、乾村、南坑村、团丰村、窑下村、兆佳村、新坪村、团群村、阪田村、圭田村、妙泉村、山田村和坪村。